# قسموس أرجواني
قسموس أرجواني (الاسم العلمي:Cosmos purpureus) هو نوع من النباتات يتبع جنس القسموس من الفصيلة النجمية.